# Flurfunk (Blog)
Flurfunk (Eigenschreibweise: FLURFUNK) ist ein vom Medienjournalisten Peter Stawowy 2010 ins Leben gerufenes Medienblog, das vom STAWOWY-Verlag herausgegeben wird. Sitz der Redaktion ist Dresden. Schwerpunkt der Berichterstattung ist die Medienszene in Mitteldeutschland.

## Geschichte
2008 begann Peter Stawowy, auf der neugestalteten Website des Presseclubs Dresden, ein Blog über aktuelle Entwicklungen in der Szene anzulegen, das innerhalb kurzer Zeit eine feste Leserschaft fand.
2010 entschied sich Stawowy, das Blog auf eine eigene Website auszulagern und es fortan in Eigenregie zu führen. Seither führt das Blog den Namen Flurfunk. Mittlerweile hat Stawowy, der das Blog in der anfangszeit alleine Betrieb, eine Reihe von freien Autoren und Mitarbeitern, die ebenfalls Artikel liefern. Mit der Zeit hat sich der Flurfunk als medienjournalistisches Portal etabliert und wird beispielsweise regelmäßig von anderen Medien der Branche zitiert, z. B. vom Bildblog, dem Branchendienst turi2 oder dem Altpapier, das mittlerweile auf dem Online-Auftritt des MDR erscheint.
Seit 2014 bringt der STAWOWY-Verlag das Medienmagazin FUNKTURM heraus, ursprünglich als Print-Ableger des Blogs konzipiert. Seit August 2017 erscheint außerdem monatlich der FLURFUNK-Podcast.

## Inhaltliche Ausrichtung
Das Blog dreht sich um alle Bereiche, die mit den Themen Medien, PR und digitale Trends zu tun haben. Ein Fokus liegt auf dem Mediengeschehen in Mitteldeutschland, also vorrangig Sachsen, Sachsen-Anhalt und Thüringen. Es werden aber auch bundesweite Themen behandelt.
Dabei gliedern sich die Artikel in die vier Kategorien Nachrichten, Flurschelte, Personalien und Hintergrund. Unter Nachrichten sind meist kurze, aktuelle Meldungen gesammelt, die einen nachrichtlichen Wert haben. Flurschelten sind Artikel im Kommentarstil, die Praktiken der Branche anprangern, oft mit humoristischen Elementen. Unter Personalien werden personelle Wechsel in der Medien-, Politik- oder PR-Branche thematisiert und unter Hintergrund finden sich längere, erklärende Stücke.

## MagazinFunkturm
Seit 2014 gibt der STAWOWY-Verlag außerdem das Magazin Funkturm heraus. Von 2014 bis 2016 erschien eine Ausgabe pro Jahr, seit 2017 werden drei Ausgaben pro Jahr produziert. Vertrieben wird das Magazin über einen in die Flurfunk-Seite integrierten Webshop sowie über ausgewählte Kioske und Zeitschriftenläden in Mitteldeutschland. Während das Magazin in der Anfangszeit vorwiegend die Medienszene in Sachsen thematisierte, widmet es sich mittlerweile auch bundesweiten Themen. Der anfängliche Untertitel „Medienmagazin für Sachsen“ wurde durch Magazin für Medien und Politik ersetzt.